# Desa Sukadaya (administrativ by i Indonesien, Jawa Barat)
Desa Sukadaya är en administrativ by i Indonesien.   Den ligger i provinsen Jawa Barat, i den västra delen av landet, 29 km öster om huvudstaden Jakarta.